# Геометрична оптика
Геометричната оптика е раздел от оптиката, изучаващ разпространението на светлината в прозрачни среди и принципите на построяване на изображението при преминаване на светлината през тези среди. Разпространението се счита за праволинейно и се изобразява с помощта на светлинни лъчи. Те представляват теоретичен, а не физичен елемент и са способ за построяване на различните диаграми. Основните явления са отражение и пречупване, което се подчинява на закона на Снелиус. Геометричната оптика изучава изображенията, получени при различни видове огледала и лещи.
От гледна точна на физиците, геометричната оптика представлява допълнение към вълновата оптика и квантовата оптика. Исторически погледнато обаче, геометричната оптика е започнала да се развива още в древността и се е появила много преди останалите. Вълновата оптика се появява едва през XIX век, а квантовата през XX век.